# 胡景瑞
胡景瑞，中华人民共和国政治人物、外交官。1974年，接替陈坦担任中华人民共和国驻赤道几内亚大使。1979年，由林松接任。1984年，任中华人民共和国驻几内亚比绍大使。